# Sunol (Nebraska)
Sunol es un lugar designado por el censo ubicado en el condado de Cheyenne en el estado estadounidense de Nebraska. En el Censo de 2010 tenía una población de 73 habitantes y una densidad poblacional de 12,88 personas por km².

## Geografía
Sunol se encuentra ubicado en las coordenadas 41°9′15″N 102°45′46″O / 41.15417, -102.76278. Según la Oficina del Censo de los Estados Unidos, Sunol tiene una superficie total de 5.67 km², de la cual 5.66 km² corresponden a tierra firme y (0.09%) 0.01 km² es agua.

## Demografía
Según el censo de 2010, había 73 personas residiendo en Sunol. La densidad de población era de 12,88 hab./km². De los 73 habitantes, Sunol estaba compuesto por el 100% blancos, el 0% eran afroamericanos, el 0% eran amerindios, el 0% eran asiáticos, el 0% eran isleños del Pacífico, el 0% eran de otras razas y el 0% pertenecían a dos o más razas. Del total de la población el 0% eran hispanos o latinos de cualquier raza.